# Замок Доброї Надії
33°55′33″ пд. ш. 18°25′40″ сх. д. / 33.925908° пд. ш. 18.427725° сх. д.
Замок Доброї Надії (нід. Kasteel de Goede Hoop афр. Kasteel die Goeie Hoop)) — бастіонний форт, побудований працею поневолених людей у 17 столітті в Кейптауні, Південна Африка. Спочатку розташований на узбережжі Столової затоки, після меліорації форт розташований усередині країни У 1936 році замок було оголошено історичною пам’яткою (тепер це об’єкт спадщини провінції), і після реставрації у 1980-х роках він вважається найкраще збереженим прикладом форту Голландської Ост-Індської компанії.

## Історія
Побудований людьми, поневоленими Голландською Ост-Індською компанією. Він замінив старий форт під назвою Форт-де-Годе-Хоп, який був побудований з глини та дерева і побудований Яном ван Рібеком після його прибуття на мис Доброї Надії в 1652 році. Два редути, Redoubt Kyckuit (Lookout) і Redoubt Duijnhoop (Duneheap) були побудовані в гирлі річки Солт у 1654 році. Мета голландського поселення на мисі полягала в тому, щоб діяти як станція поповнення запасів для кораблів, що проходять підступне узбережжя навколо мису під час довгих подорожей між Нідерландами та  Нідерландською Ост-Індією (нині Індонезія).

## Галерея

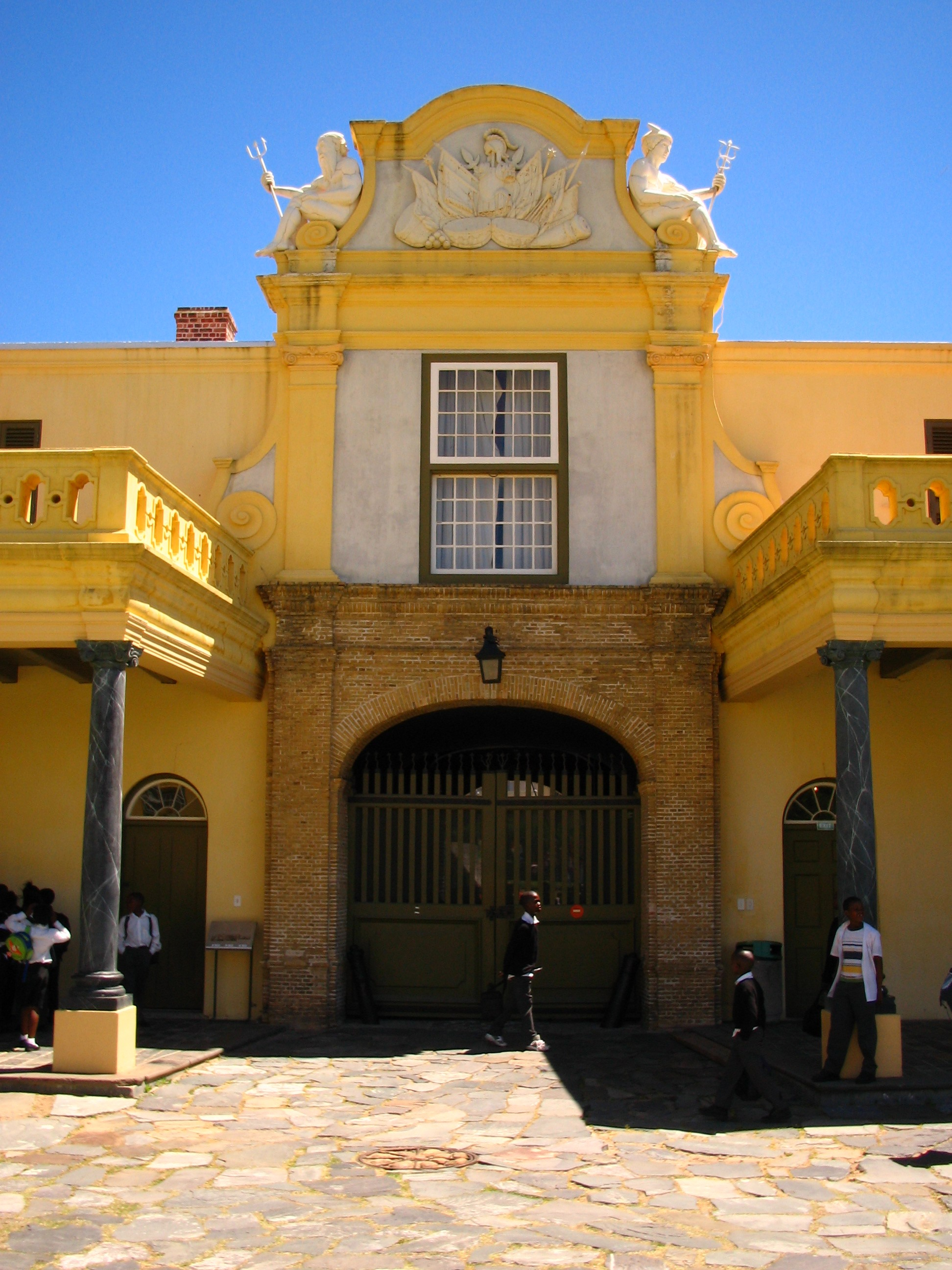
Внутрішній вигляд входу
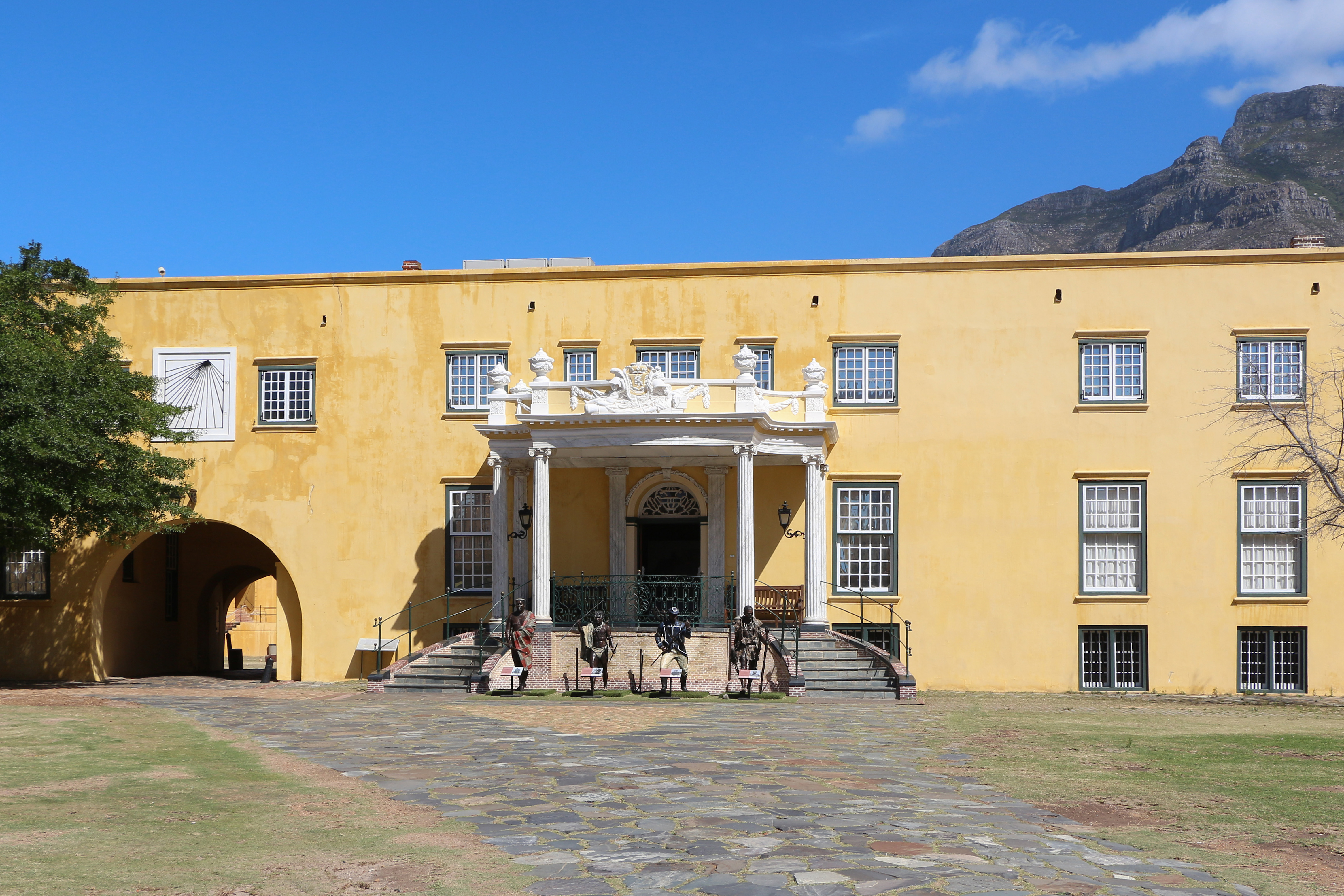
Вхід в головний корпус
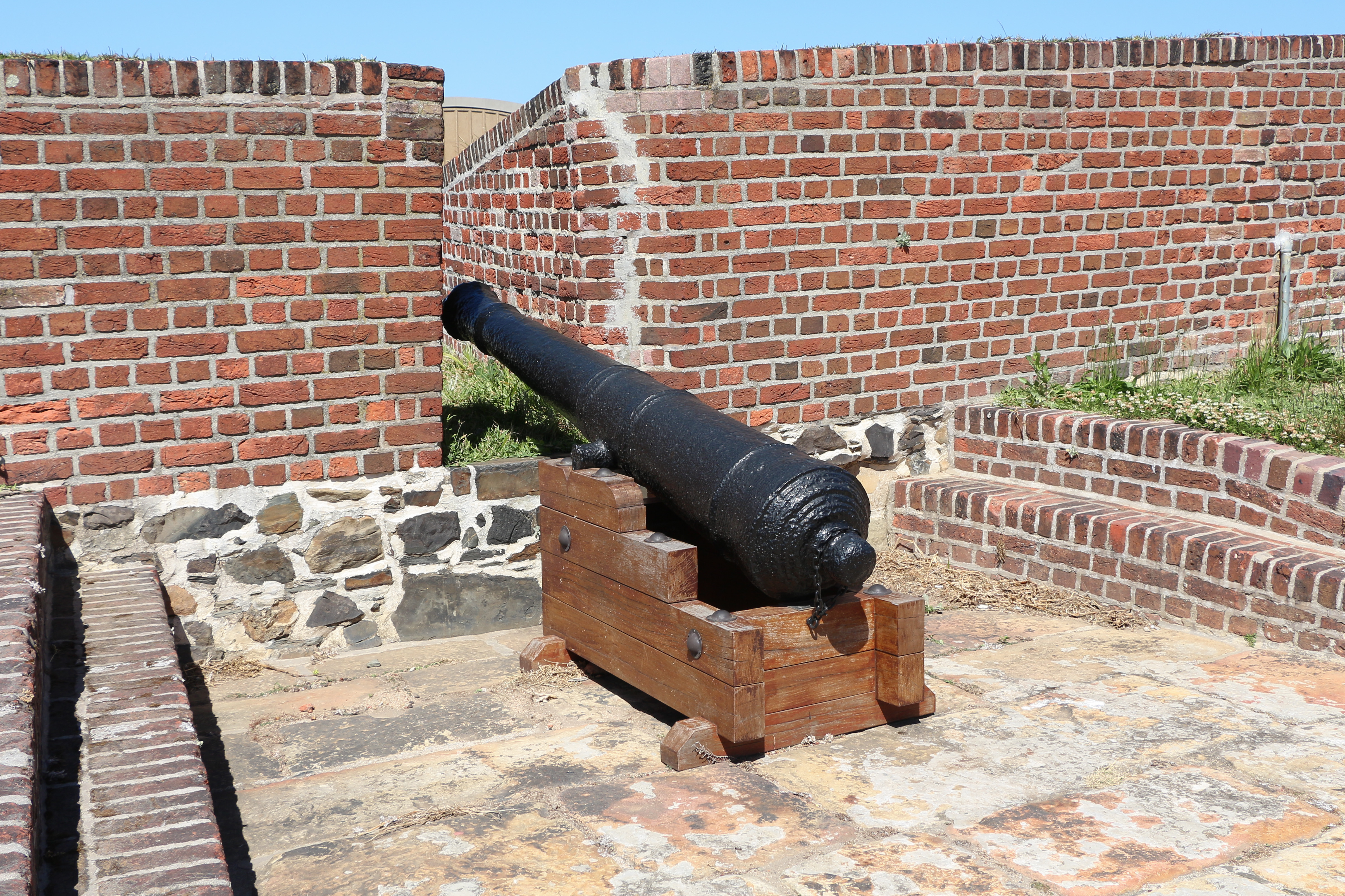
Гармата в замку

## Подальше читання
- Lalou Meltzer (1997). The Castle of Good Hope, Cape Town. Art Link. ISBN 0-620-20823-6.
- Ras, A.C. (1959).  Die Kasteel en Ander Vroe Kaapse Vestingwerke. Tafelberg-Uitgewers
- Eric Rosenthal (1966). 300 years of the Castle at Cape Town. H.M. Joynt.